# Модель угрозы Долева — Яо
Модель угрозы Долева — Яо — модель, предложенная в 1981 году Д. Долевым и А. Яо, широко используемая в криптографии для описания среды, в которой происходит обмен шифрованными сообщениями, в особенности — при построении криптодоказующих программ.
Согласно модели, в такой уязвимой сети (например, Интернет) злоумышленник обладает следующими возможностями:
- Злоумышленник может получить любое сообщение, передаваемое по сети.
- Злоумышленник является авторизованным пользователем сети, и поэтому, в частности, имеет право устанавливать соединение с любым другим пользователем.
- Злоумышленник может стать стороной, принимающей сообщения от любой передающей стороны.
- Злоумышленник может посылать любому пользователю сообщения от имени любого другого пользователя.

Проще говоря, в модели Долева — Яо любое сообщение, отправляемое по сети, должно рассматриваться как неизбежно проходящее через злоумышленника либо как посланное им. Тем не менее, злоумышленник не является всемогущим. В частности, в модели на него накладываются следующие ограничения:
- не может угадывать случайные числа, выбранные из достаточно большого множества;
- не может расшифровать не имея ключа, либо корректно зашифровать сообщение при условии использования некоторого идеального алгоритма шифрования;
- не может найти секретный ключ по открытому ключу (при использовании криптосистем с открытым ключом);
- контролируя средства связи, злоумышленник, тем не менее, не может получить доступ к закрытым, внутренним ресурсам, например, к памяти или жёсткому диску пользователя.

Модель Долева — Яо используется при рассмотрении протоколов аутентификации и авторизации в телекоммуникационных сетях.